# Abi Gamin
Abi Gamin (auch Ibi Gamin) ist ein 7355 m hoher Gipfel im Himalaya im indischen Bundesstaat Uttarakhand an der Grenze zu China. 
Der Abi Gamin ist der dritthöchste Gipfel in Garhwal.
Er bildet aufgrund der geringen Schartenhöhe einen nordöstlichen Nebengipfel des 7756 m hohen Kamet, von dem er durch den 7138 Meter hohen Sattel Meade`s Col getrennt ist.
Die Erstbesteigung des Abi Gamin gelang am 22. August 1950 einer britisch-schweizerischen Expedition (René Dittert, Alfred Tissières und Gabriel Chevalley). Die Aufstiegsroute führte von der tibetischen Seite her über den Manapass und den Mangnanggletscher und den Nordostgrat zum Gipfel.